# Frederik Oxholm
Frederik Thomas (von) Oxholm (født 4. april 1801, død 19. marts 1871) var en dansk officer og guvernør i Dansk Vestindien.

## Plantageejer og officer
Han var søn af Peter Lotharius Oxholm og broder til Carl Arthur, Oscar og Waldemar Tully Oxholm. Oxholm købte ca. 1830 plantagen Mountain på St. Croix. 1831 købte han også plantagen Mint og 1833 69 agre af Negrobay, nemlig nr. 51 b af Prinsens Kvarter. Brødrene Frederik og Waldemar Oxholm forpagtede fra 1836 plantagerne Diamond & Ruby, St. George, Sally's Fancy og Hope, over 750 agre land.
Oxholm blev kammerjunker og auskultant i den vestindiske regering, premierløjtnant ved Christiansted frivillige artillerikorps, hvor han fik bestalling 1826 som kaptajn og chef for korpset. Han blev siden ritmester og fik kgl. bestalling som vicestadshauptmand på St. Croix 1833.

## Guvernør
Han blev i 1833 3. regeringsråd, blev konstitueret guvernør på St. Thomas og St. Jan og tiltrådte 24. juni 1834, blev oberst og udnævntes 1835 til 2. regeringsråd og fratrådte som midlertidig guvernør 1. november 1836. Oxholm forestod kolonierne i Vestindien fra general Peter von Scholtens afrejse til generalguvernør Peder Hansens ankomst, 8. juli til 27. november 1848. Han overtog 1. december 1848 guvernørposten for St. Thomas og St. Jan, hvor etatsråd H.H. Berg midlertidig havde overtaget ledelsen. Oxholm fik sin afsked 10. september 1853 og fratrådte 7. oktober samme år. Han fik som pension 2000 vestindiske daler, hvis han blev i Vestindien eller 2000 rigsdaler d. c., hvis han vendte tilbage til Danmark.

## Senere virke
Han blev slutteligt kammerherre, Storkorsridder af Dannebrog og dekoreret med flere franske ordener og sendtes som overordentlig gesandt til kejser Maximilian af Mexico. Han døde 1871 og er begravet på kirkegården i Christiansted.